# (5167) Joeharms
(5167) Joeharms (1985 GU1) – planetoida z pasa głównego asteroid okrążająca Słońce w ciągu 4,35 lat w średniej odległości 2,66 j.a. Odkryta 11 kwietnia 1985 roku.